# Sphaerocoris
Sphaerocoris is een geslacht van wantsen uit de familie van de Scutelleridae (Pantserwantsen). Het geslacht werd voor het eerst wetenschappelijk beschreven door Burmeister in 1835.

## Soorten
Het genus bevat de volgende soorten:

- Sphaerocoris annulus (Fabricius, 1775)
- Sphaerocoris simplex Herrich-Schäffer, 1836
- Sphaerocoris testudogrisea (De Geer, 1778)